# Hügel-Laufkäfer

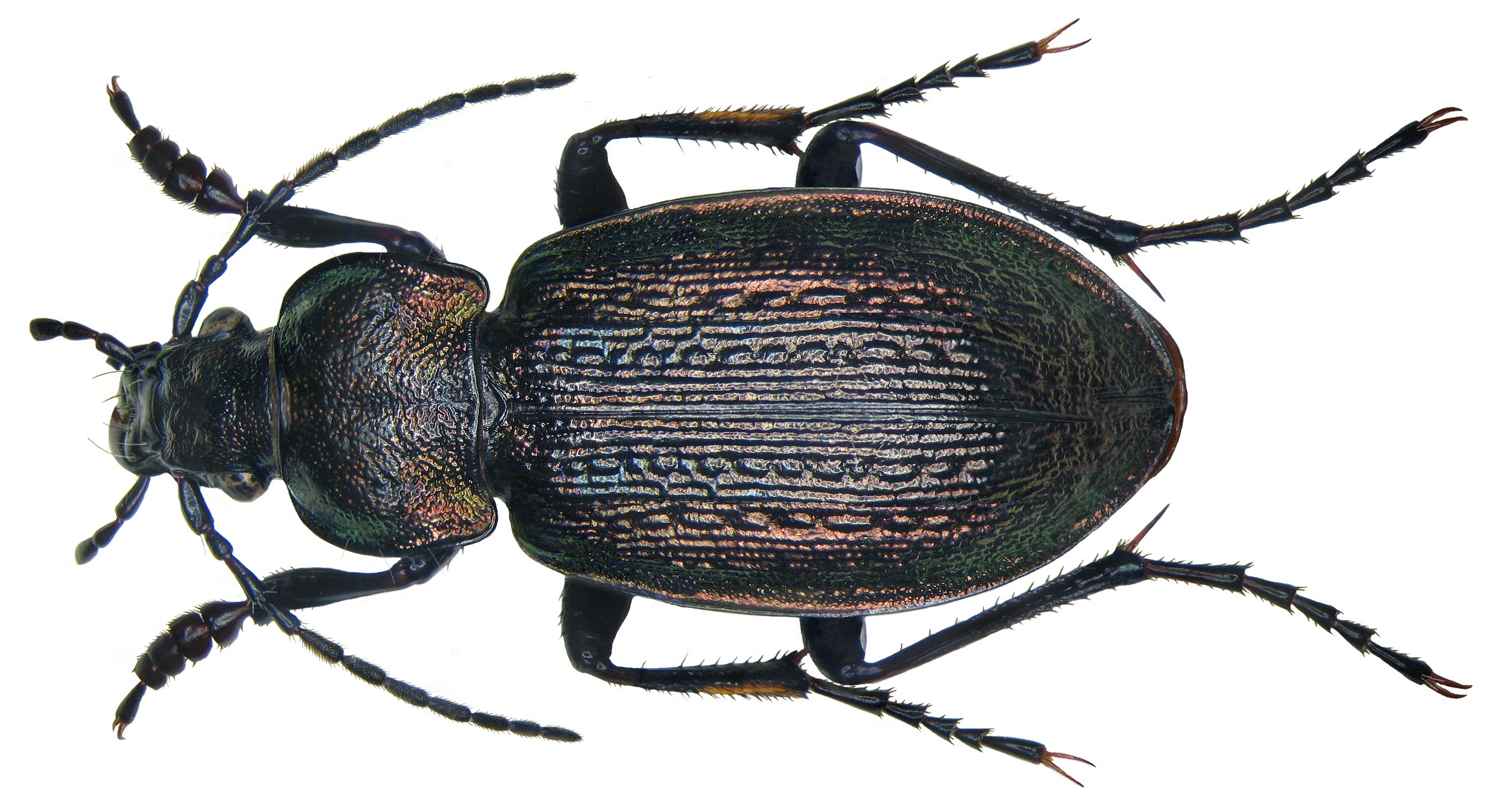
Carabus arcensis arcensis

Der Hügel-Laufkäfer (Carabus arcensis Herbst, 1784; Synonym: Carabus arvensis Fabricius, 1787) ist eine Art der Laufkäfer. Er ist von Europa bis nach Japan verbreitet.

## Merkmale
Die Körperlänge der Art beträgt 13–23 mm. Damit gehört sie zu den kleineren Vertretern der Gattung Carabus. In seiner Färbung kann der Käfer ziemlich variabel sein. Bei vielen Exemplaren überwiegt die bräunliche, braunkupfrige oder grünliche Farbe, bei anderen violette und schwarze Töne. Über die leicht gewölbten Flügeldecken (Elytren) ziehen sich die Primärstreifen in drei Kettenreihen, diese sind meist flacher als die Sekundärstreifen. Die Tertiärstreifen sind oft in Körnchen aufgelöst. Eine ähnliche Art ist der größere Feingestreifte Laufkäfer (Carabus monilis).

## Verbreitung und Lebensraum
Die Art ist von Europa über Sibirien bis nach Japan verbreitet. In Europa reicht das Verbreitungsgebiet von Frankreich und den Britischen Inseln (auf Irland nur im Norden) über Mitteleuropa, Norditalien und den Süden Skandinaviens bis nach Osteuropa. Hier kommt die Art südlich bis Rumänien und nördlich bis in den Süden Finnlands vor. Das Verbreitungsgebiet erstreckt sich von hier über Sibirien bis auf die russische Insel Sachalin und die japanische Insel Hokkaido. Im nördlichen Ural erreicht die Art 66° nördlicher Breite, im Süden von Hokkaido 43°. In Deutschland ist der Hügel-Laufkäfer vor allem in Norddeutschland und den Mittelgebirgen verbreitet, besonders häufig im Erzgebirge, dem Bayerischen Wald und den Alpen. Generell in Europa ist die Art eher lokal verbreitet und an vielen Orten eher selten.
Lebensraum der Art sind häufig halbschattige Gebirgs- und Vorgebirgswälder, bevorzugt Nadelwälder. Im Westen des Verbreitungsgebietes lebt die Art häufiger auch in spärlich bewachsenen Habitaten wie montanen Mooren oder Flachlandheiden, ersatzweise auch Kiefernwäldern auf Sandböden, im Osten dagegen häufiger in trockenen Wäldern. In der Steiermark bewohnt die Art vor allem Stieleichen-Rotföhrenwälder und naturnahe Kiefernwälder.

## Lebensweise
Adulte Käfer sind flugunfähig, sie verbreiten sich durch Fortbewegung am Boden, weshalb sie anfälliger sind für Lebensraumzerstörung. Die Art ist in Großbritannien vom zeitigen Frühjahr bis zum späten Herbst aktiv, in Österreich von April bis September, adulte Tiere zeigen im Sommer häufig ein Stadium der Dormanz. Die Käfer jagen tagsüber oder nachts Insekten und andere Wirbellose am Boden. Die Fortpflanzungszeit liegt im Mai und Juni, in diesen Monaten zeigen die Käfer auch die höchste Abundanz. Die Eier werden im Boden abgelegt, die Larven entwickeln sich über den Sommer, sie schlüpfen im August und September. Die Überwinterung erfolgt beispielsweise in Moos oder Baumstümpfen. Die Art gilt als langlebig.

## Gefährdung
In Deutschland steht die Nominatform auf der Vorwarnliste der Roten Liste. Die Unterart C. a. noricus gilt als ungefährdet und die Unterart C. a. sylvaticus als gefährdet.

## Taxonomie
Die Beschreibung durch Johann Friedrich Wilhelm Herbst aus dem Jahr 1784 erfolgte mit dem Artnamen arcensis. Hierbei handelt es sich womöglich um einen Druckfehler, da arcensis nicht ableitbar ist, wohingegen arvensis von lat. arvus, auf dem Feld lebend, stammt. Herbst selbst verwendete fortlaufend den Namen Carabus arvensis und nie mehr arcensis, ein weiteres Indiz für einen Druckfehler. Der Name Carabus arvensis wurde offiziell erst im Jahre 1787 in einer Beschreibung durch Johan Christian Fabricius für die gleiche Art verwendet. Einen Carabus arvensis Herbst gibt es nach den Regeln der Zoologischen Nomenklatur demnach nicht, da dieser Name von Herbst selbst 1. nie in einer gültigen Beschreibung verwendet wurde und er 2. den vermeintlichen Druckfehler niemals von arcensis zu arvensis korrigierte. Ferner kann die Art heute nicht Carabus arvensis Herbst heißen, da dieser Name 1887 von Fabricius offiziell eingeführt wurde. Somit ist Carabus arvensis Herbst ein nomen nudum (nicht verfügbarer Name, da schon vergeben). Hätte Herbst den Namen selbst korrigiert, wozu er ausreichend Zeit gehabt hätte, würde sich die Situation anders darstellen. Dann wäre Carabus arvensis Fabricius, 1787 ein jüngeres Synonym von Carabus arvensis Herbst, 1784.
Einige Autoren meinen, dass der vermeintliche Druckfehler schon dadurch belegt wird, dass Herbst die Art später immer arvensis nannte. Demnach ist ein Druckfehler tatsächlich anzunehmen. Hätte Herbst in der Originalbeschreibung sowohl arcensis als auch arvensis verwendet, wäre dieser auch ausreichend belegt. Da dies jedoch nicht erfolgte und Autoren bei der Namensgebung nicht unbedingt lateinische Worte verwenden müssen, kann Herbst auch arcensis absichtlich gewählt haben. Nur der Verdacht eines Druckfehlers (und somit einer fehlerhaften ursprünglichen Schreibweise) und mangels Belegen in der historischen Literatur, kann nach den Internationalen Regeln für die Zoologische Nomenklatur der Name nicht geändert werden. Im Zweifel müsste die International Commission on Zoological Nomenclature entscheiden. Dies ist bis heute nicht erfolgt.
Richtig ist es demnach wie folgt:
Carabus arcensis Herbst, 1784: in Fuessly, Arch. Ins. V. 1784, S. 132.
Synonym: Carabus arvensis Fabricius, 1787: Mant. I. 1787, S. 196.

### Unterarten
Es existieren mehr als 10 Unterarten. Dazu zählen:
- Carabus arcensis arvensis Herbst, 1784 (Europa bis Sibirien)
- Carabus arcensis baschkiricus Breuning, 1932 (Russland)
- Carabus arcensis carpathus Born, 1902 (Mittel- bis Osteuropa)
- Carabus arcensis conciliator Fischer von Waldheim, 1820 (Russland, Mongolei)
- Carabus arcensis costalis Vacher de Lapouge, 1908
- Carabus arcensis eremita Fischer von Waldheim, 1823 (Mittel- bis Osteuropa)
- Carabus arcensis faldermanni Dejean, 1829 (Russland, China, Nordkorea)
- Carabus arcensis hokkaidoensis Lapouge, 1924 (Hokkaido)
- Carabus arcensis kargiensis Obydov, 2008
- Carabus arcensis klitini Obydov, 2007
- Carabus arcensis noricus Sokolar, 1910 (Italien, östliche Alpen)
- Carabus arcensis sylvaticus Dejean, 1826 (West- bis Mitteleuropa)
- Carabus arcensis venetianus Bernau, 1914